# Rouen Métropole Basket
O Rouen Métropole Basket é um clube profissional de basquetebol sediado na cidade de Rouen, França que atualmente disputa a Liga Francesa. Foi fundado em 1892 e manda seus jogos na Kindarena com capacidade para 5.200 espectadores.